# 8611-es mellékút (Magyarország)
A 8611-es számú mellékút egy bő 42 kilométer hosszú, négy számjegyű mellékút Győr-Moson-Sopron és Vas vármegyék területén. Kapuvár és a 834-es főút celldömölki szakasza között húzódik észak-déli irányban. Öt településen halad át; bő 42 kilométer hosszú, teljes hosszában 2x1 sávos.

## Nyomvonala
Kapuvár központjában ágazik ki a 85-ös főútból, annak a 43+450-es kilométerszelvénye közelében, nagyjából dél-délkeleti irányban, Kossuth Lajos utca néven; ugyanott indul az ellenkező irányban a 8529-es út is, Fertőd-Tőzeggyármajor és Pomogy (Pamhagen) felé. Alig 150 méter után keresztezi a Kis-Rába folyását, egy darabig még Kossuth nevét viseli, majd egy kicsit keletebbi irányt véve a Zöldfasor utcától a Rákóczi Ferenc utca nevet veszi fel, így halad át Garta városrész déli részén. 1,8 kilométer után keresztezi a Győr–Sopron-vasútvonal vágányait, Kapuvár vasútállomás térségének nyugati szélénél, előtte pár lépéssel még kiágazik belőle az állomást kiszolgáló 86 302-es számú mellékút, a sínek déli oldalán pedig beletorkollik kelet-délkelet felől a 8601-es út, 17 kilométer megtételét követően. A 8611-es innen délnek folytatódik, Kisfaludy sor néven, de kevéssel ezután ki is lép a város belterületei közül, az M85-ös autóút nyomvonalát pedig már – csomóponttal, felüljárón – Kapuvár és Babót határvonalán keresztezi, 3,4 kilométer után.
Az autóút déli pályatestjét kiszolgáló körforgalmú csomópontban, már babóti területen kiágazik az útból a 8613-as út, Hövej-Gyóró felé; 5,2 kilométer után pedig újabb elágazása jön: ott a 8516-os út torkollik bele, Veszkény és Babót központja felől. Ez utóbbi település lakott területeit nem is érinti, a 6. kilométerénél már Kisfalud határai közt jár. E községnek is épp csak súrolja a belterületét nyugati irányból, a faluba csak a 8608-as út vezet be, amely a 8611-est annak 8+600-as kilométerszelvénye táján keresztezi, a Kis-Rába hídjától délre. 9,2 kilométer után az út Mihályi területén folytatódik, de lakott területeket ott sem érint: e községbe a 8603-as úton lehet bejutni, amely 10,9 kilométer után keresztezi a 8611-est.

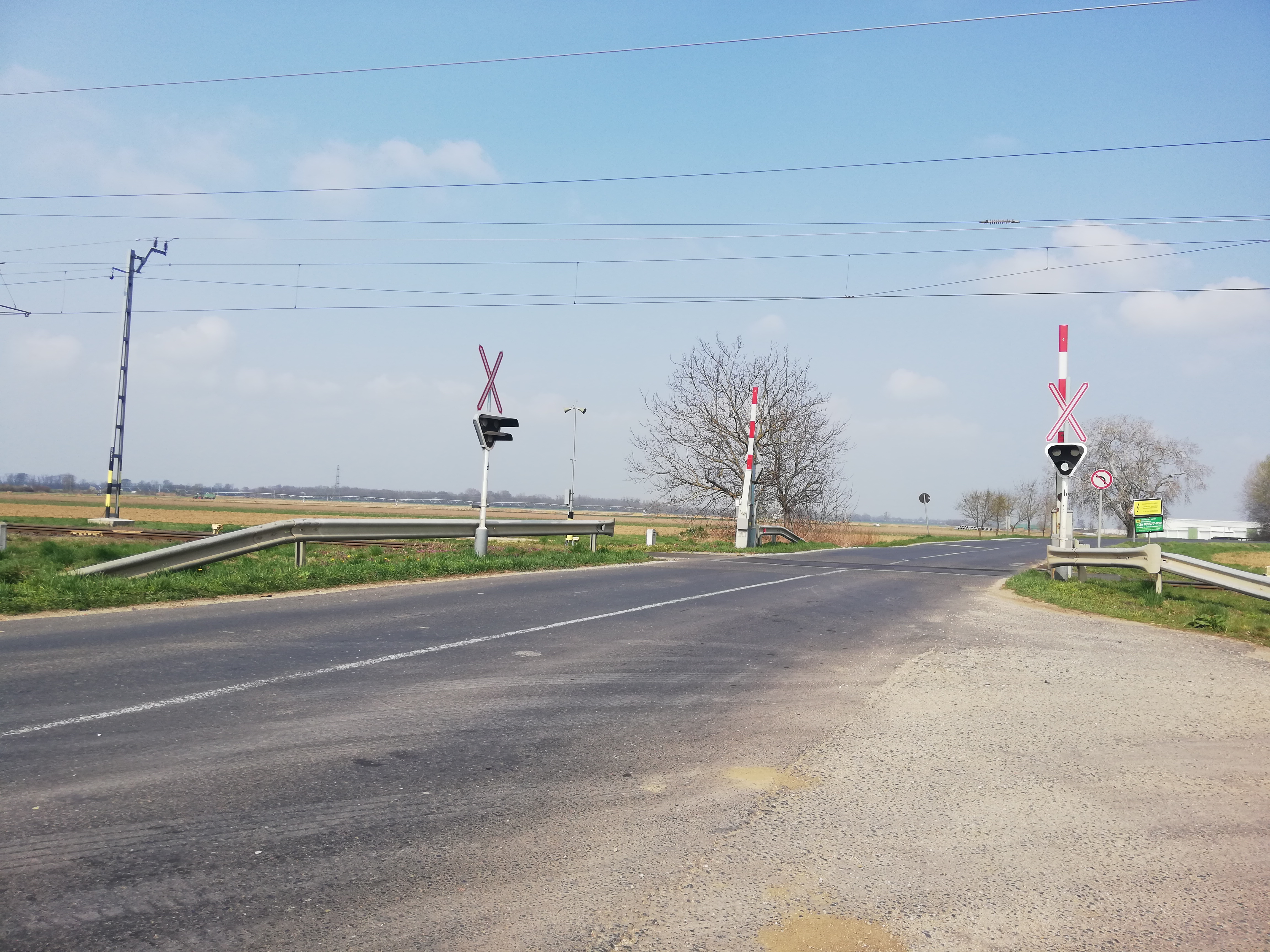
Vasúti keresztezése Beled központjától délnyugatra

Kevéssel a 12. kilométere után lép az út Beled területére, Kapuvár után tulajdonképpen ez az első település, ahol lakott helyeket is érint. Még a kisváros északi külterületei között, a 13+400-as kilométerszelvénye közelében kiágazik belőle a 8609-es út Vica városrész felé, majd a belterület nyugati szélét elérve, a 15. kilométere után keresztezi a 8612-es utat. Nagyjából egy kilométerrel ezután átszeli a Hegyeshalom–Porpác-vasútvonalat is, Beled vasútállomás térségének délnyugati széle mellett, majd keletnek fordul, s a település déli határában keresztezi a 86-os főutat is.
Az előbbi keresztezést elhagyva már Vásárosfalu határai közt folytatódik, ott szeli át – felüljárón, csomóponttal – az M86-os autóút nyomvonalát, nagyjából 18,4 kilométer megtételét követően. Ezt a falut azonban ugyancsak nem érinti, a 19. kilométerétől már Rábakecöl területén, a 20. kilométere után pedig annak házai között húzódik, Kossuth utca néven. A központban találkozik a 8428-as úttal – ezen érhető el Vásárosfalu is – majd délnyugat felé fordul, a községből már így lép ki, 21,5 kilométer után. A 23. kilométerénél áthalad a Répce árapasztó csatornája felett, majd pár lépéssel a 24. kilométere előtt átszeli a Rába folyását is; a túlsó parton már Kenyeri területén folytatódik, itt a vármegyehatárt is átlépi.
A Kenyerihez tartozó Rábakecskéd lakott területét 25,5 kilométer után, központját – Kossuth utca néven – majdnem pontosan a 26. kilométerénél éri el; ott torkollik bele, több mint 33 kilométer megtétele után a 8406-os út, mely Pápától húzódik idáig. Ady utca néven folytatódik, Kenyeri központjáig, amit mintegy 800 méterrel arrébb ér el; ott ismét délkeletnek fordul, Béke utca néven, délnyugat felől pedig beletorkollik a 8451-es út, Sárvár-Hegyközség irányából. 27,6 kilométer után lép ki a község házai közül, de csak a 31+850-es kilométerszelvénye táján hagyja teljesen maga mögött a település határszélét.
Egy rövid, kevesebb mint másfél kilométernyi szakaszon Csönge lakatlan külterületei között húzódik, majd – nagyjából 33,1 kilométer megtételét követően – Vönöck területére érkezik. Nem sokkal a 36. kilométere után lép be a településre, Kossuth Lajos utca néven, majd a község déli részén, kevesebb mint 100 méteren belül két kereszteződése is következik: előbb a 8412-es út torkollik bele Rábaszentandrás felől, majd a 8454-es út Kemenesmihályfa felől.
Nem sokkal az utóbbi elágazás után a 8611-es út kilép Vönöck házai közül, s onnantól már Kemenesszentmárton határai között folytatódik. E község belterületének csak a délkeleti peremét súrolja, 39,2 kilométer után, de előtte még beletorkollik délkelet felől a Merseváttól induló 8455-ös út. Nagyjából a 40. és 41. kilométerei között a 8611-es is lakatlan merseváti területeken halad, sőt egy ponton érinti Kemenessömjén határszélét is; 41,4 kilométer után azonban már celldömölki külterületek közt halad. Ott is ér
véget – Pityervár településrésztől 1, Celldömölk vasútállomástól mintegy másfél kilométerre –, beletorkollva a 834-es főútba, annak a 24+600-as kilométerszelvénye közelében.
Teljes hossza, az országos közutak térképes nyilvántartását szolgáló kira.gov.hu adatbázisa szerint 42,255 kilométer.

## Története
1934-ben a kereskedelem- és közlekedésügyi miniszter 70 846/1934. számú rendelete a mai vonalvezetésének nagy részében (egyes, útjába eső településeket elkerülő, s később kiépített szakaszaitól eltekintve) harmadrendű főúttá nyilvánította, a Jánosháza-Kapuvár közti 825-ös főút részeként.

## Települések az út mentén
- Kapuvár
- (Babót)
- (Kisfalud)
- (Mihályi)
- Beled
- (Vásárosfalu)
- Rábakecöl
- Kenyeri
- (Csönge)
- Vönöck
- Kemenesszentmárton
- (Mersevát)
- (Kemenessömjén)
- (Celldömölk)